# A Dangerous Method
Pour plus de détails, voir Fiche technique et Distribution.
A Dangerous Method ou Une méthode dangereuse au Québec est un film canado-britannico-germano-suisse réalisé par David Cronenberg et sorti en 2011.
Le film est sélectionné en compétition lors de la Mostra de Venise 2011.
Se déroulant à l'aube de la Première Guerre mondiale, en Suisse et en Autriche, le film revient sur les relations parfois tumultueuses qui ont lié Carl Gustav Jung (Michael Fassbender), fondateur de la psychologie analytique, Sabina Spielrein (Keira Knightley), patiente de Carl Jung et future psychanalyste, et Sigmund Freud (Viggo Mortensen), père de la psychanalyse.

## Synopsis
Sabina Spielrein est une jeune femme souffrant d'hystérie. En août 1904, elle est alors soignée par le psychanalyste Carl Gustav Jung, dont elle devient rapidement la maîtresse. Cette relation se complique fortement lorsque Sabina entre en contact avec un autre psychanalyste, Sigmund Freud. À partir de là, les rapports entre Jung et Freud se développent, de la séduction mutuelle initiale jusqu'à la rupture.

## Fiche technique
Sauf indication contraire, les informations mentionnées dans cette section peuvent être confirmées par la base de données cinématographiques IMDb,  présente dans la section « Liens externes ».
- Titre original et français : A Dangerous Method
- Titre québécois : Une méthode dangereuse
- Réalisation : David Cronenberg
- Scénario : Christopher Hampton, d'après sa propre pièce, elle-même adaptée du roman A Most Dangerous Method de John Kerr (en)
- Musique : Howard Shore
- Montage : Ronald Sanders
- Photographie : Peter Suschitzky
- Décors : James McAteer
- Costumes : Denise Cronenberg
- Direction artistique : Anja Fromm, Nina Hirschberg, Kiko Francis Soeder et Sebastian Soukup
- Production : Jeremy Thomas

Coproducteurs : Martin Katz, Marco Mehlitz et Karl Spoerri
Productrice associée : Tiana Alexandra-Silliphant
Producteurs délégués : Stephan Mallmann, Thomas Sterchi, Peter Watson et Matthias Zimmermann
- Sociétés de production : RPC, Lago Film, Prospero Pictures, Astral Media, Canadian Film or Video Production Tax Credit, Corus Entertainment, Elbe Film, Millbrook Pictures, The Movie Network, Talking Cure Productions et Téléfilm Canada
- Distribution : Entertainment One (Canada), Sony Pictures Classics (Etats-Unis), Mars Distribution (France), Lionsgate (Royaume-Uni)
- Langues originales : anglais, allemand
- Budget : 15 millions €
- Genres : Drame biographique et historique
- Durée : 93 minutes
- Format : Couleur - 35 mm - 1.85:1 - Dolby Digital
- Dates de sortie :
  - Italie : 2 septembre 2011 (Mostra de Venise)
  - États-Unis : 23 novembre 2011
  - France : 21 décembre 2011

## Distribution

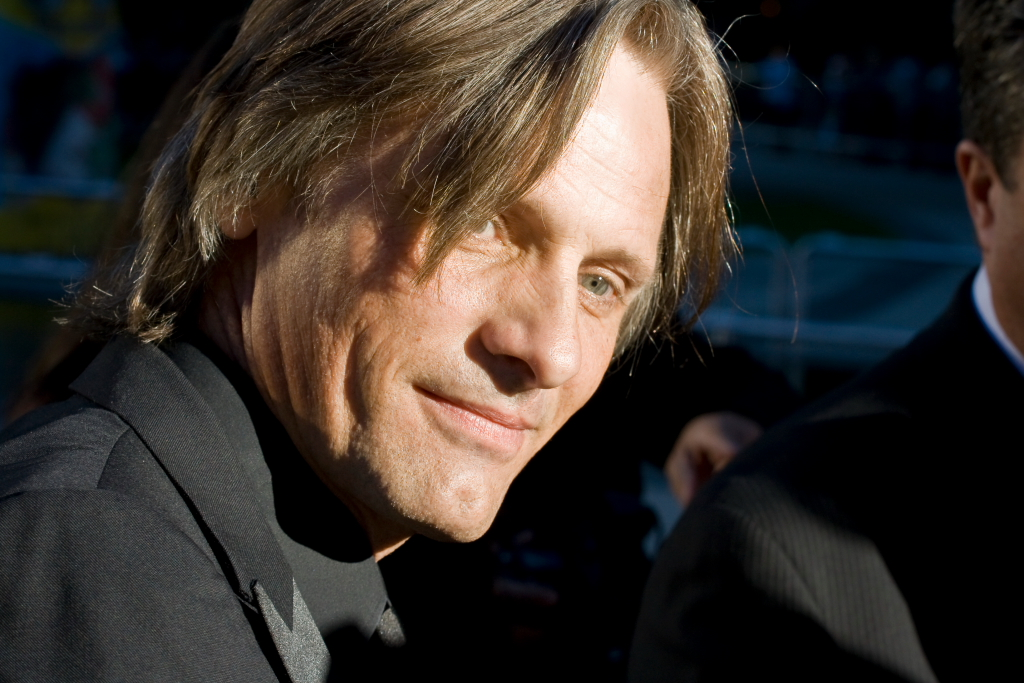
L'acteur Viggo Mortensen, pour la présentation du film au Festival international du film de Toronto 2011.

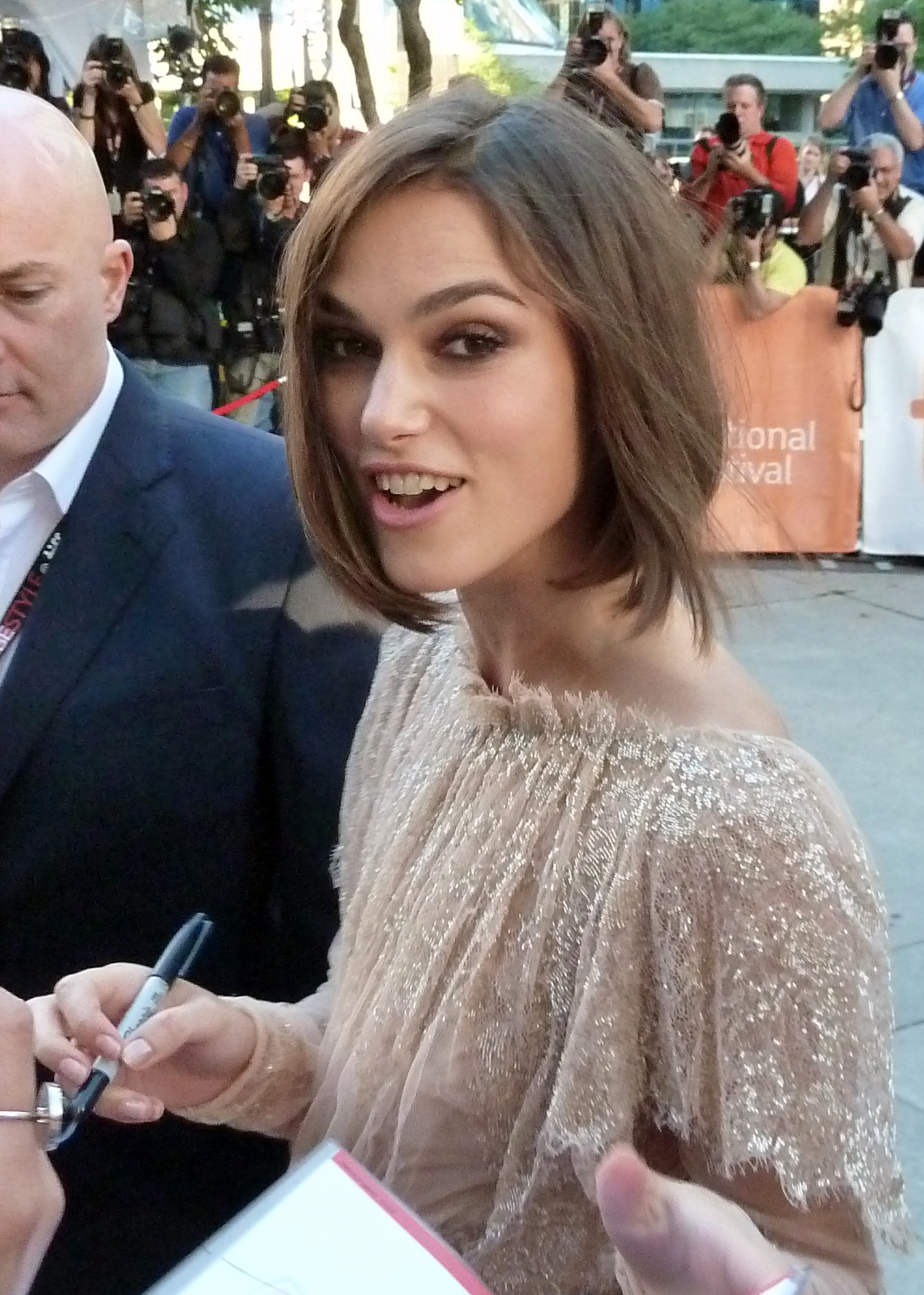
Keira Knightley, également au TIFF 2011.

- Keira Knightley (VF : Sybille Tureau et VQ : Mélanie Laberge) : Sabina Spielrein
- Michael Fassbender (VF : Stéphane Pouplard et VQ : Daniel Picard) : Carl Gustav Jung
- Viggo Mortensen (VF : Gabriel Le Doze[1] et VQ : Pierre Auger)[2] : Sigmund Freud
- Vincent Cassel (VF et VQ : lui-même) : Otto Gross
- Sarah Gadon (VF : Chloé Berthier et VQ : Émilie Bibeau) : Emma Jung
- André Hennicke (VQ : François Godin) : le professeur Eugen Bleuler
- Katharina Palm : Martha Freud, la femme de Sigmund
- Christian Serritiello : un officier
- André Dietz : un officier de la police médicale
- Andrea Magro : Jean-Martin Freud, le fils de Sigmund
- Arndt Schwering Sohnrey : Sandor Ferenczi
- Mignon Remé : la secrétaire de Jung
- Mareike Carrière : l'infirmière chargée des repas
- Franziska Arndt : l'infirmière chargée des bains

## Production

### Attribution des rôles
Au départ, le rôle de Freud revenait à Christoph Waltz, tout juste rendu célèbre par Inglourious Basterds. C'est finalement Viggo Mortensen qui tient le rôle, après avoir travaillé avec le réalisateur David Cronenberg dans A History of Violence (2005) et Les Promesses de l'ombre (2007). C'est également la troisième collaboration du réalisateur avec le producteur Jeremy Thomas, après Le Festin nu (1991) et Crash (1996).

### Tournage
Le tournage a lieu de mai 2010 à août 2010. Il se déroule en Allemagne (Berlin, lac de Constance, Constance, MMC Studios à Hürth, studios de Babelsberg), en Autriche (Vienne et son musée Sigmund-Freud, Berggasse) et en Suisse (Zurich).

## Accueil

### Critique
A Dangerous Method reçoit en majorité des critiques positives. L'agrégateur Rotten Tomatoes rapporte que 83 % des 24 critiques ont donné un avis positif sur le film, avec une moyenne passable de 6,6/10. L'agrégateur Metacritic donne une note de 77 sur 100 indiquant des « critiques positives ».
Le site de cinéma français, Allociné, selon les critiques de presse, le note de 3,5/5.

### Box-office
| Pays ou région    | Box-office      | Date d'arrêt du box-office | Nombre de semaines |
| ----------------- | --------------- | -------------------------- | ------------------ |
| États-Unis Canada | 5 704 709 $     | 3 mai 2012                 | 24                 |
| France            | 518 990 entrées | -                          | -                  |
| Royaume-Uni       | 2 023 878 $     | -                          | -                  |
| Total mondial     | 30 519 436 $    | -                          | -                  |

## Distinctions

### Nominations
A Dangerous Method a été sélectionné en compétition à la 68e Mostra de Venise.

## Autour du film
Roberto Faenza avait déjà porté à l'écran la liaison entre Sabina Spielrein et le Dr Jung dans L'Âme en jeu (2004), d’après le livre Journal d'une symétrie secrète d’Aldo Carotenuto.